# 2006年巴西大奖赛
2006年巴西大獎賽（英語：2006 Brazilian Grand Prix），官方名称为2006年一級方程式巴西大獎賽（葡萄牙語：Formula 1 Grande Prêmio do Brasil 2006），是在2006年10月22日在巴西舉辦的一级方程式赛事，為2006年世界一級方程式錦標賽第18場，也是最後一場分站賽事。比赛在若澤·卡洛斯·帕塞賽道进行，總計進行71圈。該比賽决定了本赛季的车手和车队總冠军，最終分别由費爾南多·阿隆索和雷诺获得。本站共吸引了1.54亿观众收看。
此場比賽由本地车手菲利佩·马萨获胜，代表雷诺车队的阿隆索位居第二，本田車手简森·巴顿排名第三。马萨是自1993年艾爾頓·冼拿以来首位赢得巴西主场的本地车手。麥可·舒馬克虽然於第十位发车，後來因中途爆胎導致跌至第19位，但仍靠着一路精彩的超车取得了第四名完賽。
擁有七次車手世界冠軍的舒马赫在这场比赛後退役，雖然於2010年時宣布復出並加盟梅赛德斯。奇米·雷克南接替了舒马赫的法拉利席位，而阿隆索則轉為效力麥拉倫車隊，與新秀车手路易斯·咸美頓搭档。

## 賽事背景

### 賽前積分戰況

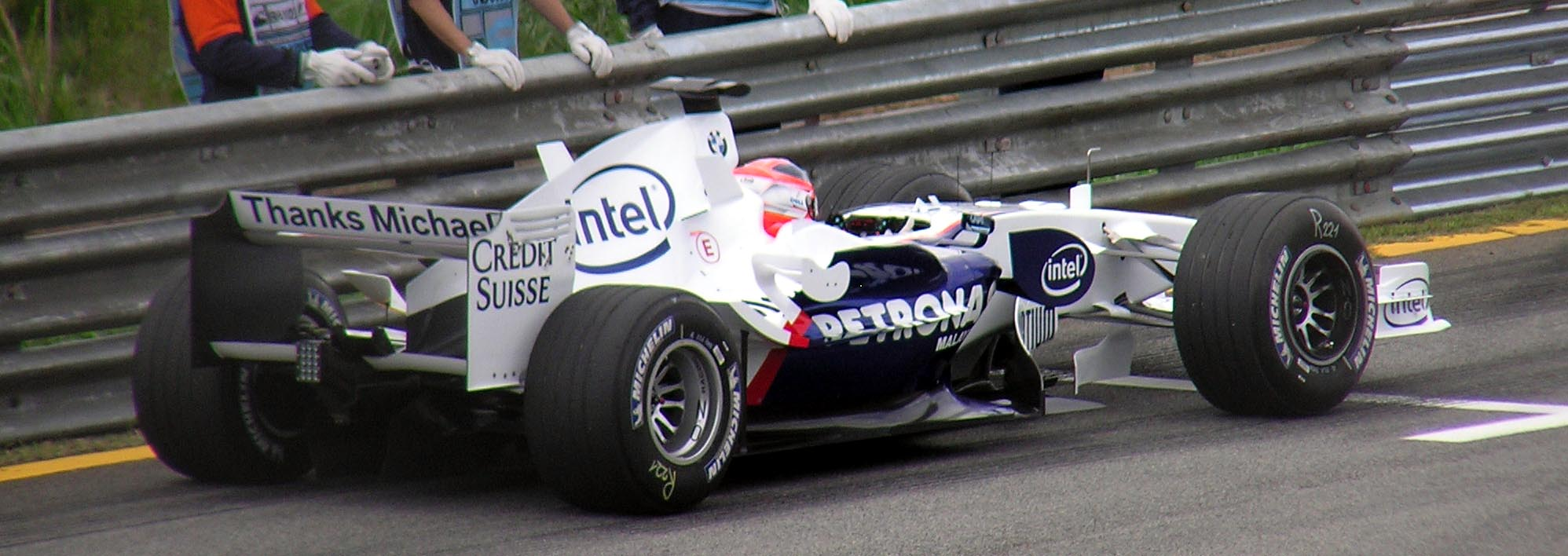
宝马索伯在賽車后贴上了“Thanks Michael”向即将退役的德国车手迈克尔·舒马赫致谢。

在前一场日本大奖赛中，由于费尔南多·阿隆索取得分站胜利，加上麥可·舒馬克當時出現引擎故障退賽，因此阿隆索已在积分榜中领先10分。換言之除非舒马赫赢得这场比赛，並且阿隆索同時又未能得分，否則阿隆索的總冠军已成定局。在本站正賽前，菲利佩·马萨于积分榜中排名第三，领先第四名的詹卡洛·费斯切拉一分，而第五名則是落后9分的奇米·雷克南。排名第六名的简森·巴顿不會出現變動，因為雷克南已領先他11分，而魯賓斯·巴利加奴比巴顿落后22分，但每站比賽最多可拿10個積分。
在車隊冠军榜中，雷诺领先法拉利9分，这意味着雷诺必须得到10分才能确保總冠军位置。迈凯伦以105分排第三名，落后法拉利81分，但领先第四名本田27分。与此同时，宝马索伯和丰田仍在争夺第五名，两者仅相差一分，但第七名紅牛落后丰田19分，因此已无法获得更高排名。

### 週五車手

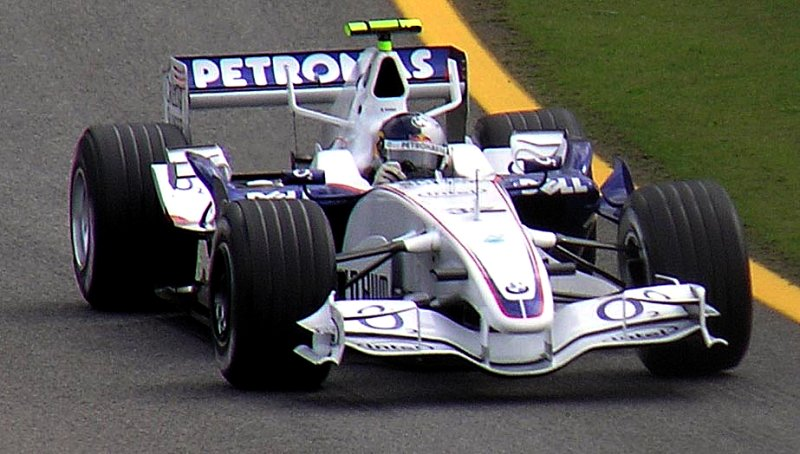
塞巴斯蒂安·維泰爾作为宝马索伯的第三车手参与週五練習賽。

2005車隊積分排名榜最后6支的車隊及超級亞久里可在週五自由練習賽派出第三輛賽車。下列車手有參與週五自由練習賽，但没有参加排位赛或正赛。
| 车队              | 车手              |
| ----------------- | ----------------- |
| 威廉姆斯-科斯沃斯 | 亚历山大·伍尔茨   |
| 本田              | 安東尼·戴維森     |
| 紅牛-法拉利       | 迈克尔·阿默穆勒   |
| 宝马索伯          | 塞巴斯蒂安·維泰爾 |
| 世爵米德蘭-丰田   | 埃内斯托·维索     |
| 紅牛二隊-科斯沃斯 | 内尔·雅尼         |
| 超級亞久里-本田   | 弗兰克·蒙塔尼     |

## 練習賽

### 第一節練習（FP1）
雷克南以1:13.764的時間获得了一练的最快圈速。本田车手安東尼·戴維森位列第二，亚历山大·伍尔茨及塞巴斯蒂安·維泰爾分別排在第三和第四，而法拉利和雷诺均没做出理想成績。
| 名次   | 車號 | 车手              | 车隊              | 時間     | 圈數 |
| ------ | ---- | ----------------- | ----------------- | -------- | ---- |
| 1      | 3    | 奇米·雷克南       | 迈凯伦-梅赛德斯   | 1:13.764 | 5    |
| 2      | 36   | 安东尼·戴维森     | 本田              | +0.138   | 32   |
| 3      | 35   | 亚历山大·伍尔茨   | 威廉姆斯-考斯沃斯 | +0.158   | 25   |
| 4      | 38   | 塞巴斯蒂安·維泰爾 | 宝马索伯          | +0.440   | 29   |
| 5      | 4    | 佩德罗·德·拉·罗萨 | 迈凯伦-梅赛德斯   | +0.473   | 5    |
| 來源： |      |                   |                   |          |      |

### 第二節練習（FP2）
在第二次练习中，威廉姆斯车队的伍尔兹以1分12秒547的成绩排在第一，第二和第三分别被本田车队的戴维森和宝马索伯的维泰尔取得。最受人瞩目的迈克尔·舒马赫和阿隆索仅仅位列第六和第十位。在第一次练习中位居榜首的莱科宁排在了第九。
| 名次   | 車號 | 车手              | 车隊              | 時間     | 圈數 |
| ------ | ---- | ----------------- | ----------------- | -------- | ---- |
| 1      | 35   | 亚历山大·伍尔茨   | 威廉姆斯-考斯沃斯 | 1:12.547 | 33   |
| 2      | 36   | 安东尼·戴维森     | 本田              | +0.106   | 37   |
| 3      | 38   | 塞巴斯蒂安·維泰爾 | 宝马索伯          | +0.323   | 33   |
| 4      | 8    | 雅諾·楚理         | 丰田              | +0.936   | 21   |
| 5      | 12   | 简森·巴顿         | 本田              | +0.938   | 13   |
| 來源： |      |                   |                   |          |      |

### 第三節練習（FP3）
本土作战的马萨在第三次练习中出尽了风头，他以1分11秒443的成绩超过了队友迈克尔·舒马赫位居全场最快。舒马赫屈居第二，稍稍落后队友0.188秒。本田车队的巴顿位列第三。雷诺车队的阿隆索则排在第七。
| 名次   | 車號 | 车手            | 车隊     | 時間     | 圈數 |
| ------ | ---- | --------------- | -------- | -------- | ---- |
| 1      | 6    | 菲利佩·马萨     | 法拉利   | 1:11.443 | 17   |
| 2      | 5    | 麥可·舒馬克     | 法拉利   | +0.188   | 15   |
| 3      | 12   | 简森·巴顿       | 本田     | +0.863   | 15   |
| 4      | 17   | 罗伯特·库比卡   | 宝马索伯 | +1.092   | 20   |
| 5      | 2    | 詹卡洛·费斯切拉 | 本田     | +1.124   | 15   |
| 來源： |      |                 |          |          |      |

## 排位赛
排位赛中，菲利佩·马萨驾驶法拉利赛车在家乡勇夺杆位，他的成绩是1分10秒680。费尔南多·阿隆索排在第四位，他在正赛中只要拿到一个积分就能够卫冕冠军。最后一次参加F1排位赛的法拉利车手迈克尔·舒马赫十分不走运，他在第三节的比赛中因为赛车燃油泵出现故障没有做出成绩，只得惨列第十。可以预见，他明天的比赛将会十分困难，况且他只有获得冠军才有可能得到这一赛季的冠军。舒马赫也表示，虽然他心情十分郁闷，但他将尽一切可能赢得比赛。

### 排位賽成績
| 名次   | 車號 | 車手                | 車隊              | 排位賽時間 | 排位賽時間 | 排位賽時間 | 發車位 |
| 名次   | 車號 | 車手                | 車隊              | 第一階段   | 第二階段   | 第三階段   | 發車位 |
| ------ | ---- | ------------------- | ----------------- | ---------- | ---------- | ---------- | ------ |
| 1      | 6    | 菲利佩·马萨         | 法拉利            | 1:10.643   | 1:10.775   | 1:10.680   | 1      |
| 2      | 3    | 奇米·雷克南         | 迈凯伦-梅赛德斯   | 1:12.035   | 1:11.386   | 1:11.299   | 2      |
| 3      | 8    | 雅諾·楚理           | 丰田              | 1:11.885   | 1:11.343   | 1:11.328   | 3      |
| 4      | 1    | 费尔南多·阿隆索     | 雷諾              | 1:11.791   | 1:11.148   | 1:11.567   | 4      |
| 5      | 11   | 魯賓斯·巴利加奴     | 本田              | 1:12.017   | 1:11.578   | 1:11.619   | 5      |
| 6      | 2    | 詹卡洛·费斯切拉     | 雷諾              | 1:12.042   | 1:11.461   | 1:11.629   | 6      |
| 7      | 7    | 拉夫·舒馬赫         | 丰田              | 1:11.713   | 1:11.550   | 1:11.695   | 7      |
| 8      | 16   | 尼克·海费尔德       | 宝马索伯          | 1:12.307   | 1:11.648   | 1:11.882   | 8      |
| 9      | 17   | 罗伯特·库比卡       | 宝马索伯          | 1:12.040   | 1:11.589   | 1:12.131   | 9      |
| 10     | 5    | 麥可·舒馬克         | 法拉利            | 1:11.565   | 1:10.313   | 未做時間   | 10     |
| 11     | 9    | 馬克·韋伯           | 威廉姆斯-考斯沃斯 | 1:11.973   | 1:11.650   |            | 11     |
| 12     | 4    | 佩德罗·德·拉·罗萨   | 迈凯伦-梅赛德斯   | 1:11.825   | 1:11.658   |            | 12     |
| 13     | 10   | 尼科·罗斯伯格       | 威廉姆斯-考斯沃斯 | 1:11.974   | 1:11.679   |            | 13     |
| 14     | 12   | 简森·巴顿           | 本田              | 1:12.085   | 1:11.742   |            | 14     |
| 15     | 15   | 羅伯特·當布斯       | 紅牛-法拉利       | 1:12.530   | 1:12.591   |            | 221    |
| 16     | 20   | 维塔托尼奥·柳齐     | 紅牛二隊-考斯沃斯 | 1:12.855   | 1:12.861   |            | 15     |
| 17     | 21   | 斯科特·斯皮德       | 紅牛二隊-考斯沃斯 | 1:12.856   |            |            | 16     |
| 18     | 19   | 克里斯蒂安·阿尔伯斯 | 世爵米德蘭-丰田   | 1:13.138   |            |            | 17     |
| 19     | 14   | 大卫·库特哈德       | 紅牛-法拉利       | 1:13.249   |            |            | 18     |
| 20     | 22   | 佐藤琢磨            | 超級亞久里-本田   | 1:13.269   |            |            | 19     |
| 21     | 23   | 山本左近            | 超級亞久里-本田   | 1:13.357   |            |            | 20     |
| 22     | 18   | 蒂亚戈·蒙泰罗       | 世爵米德蘭-丰田   | 未做時間   |            |            | 21     |
| 來源： |      |                     |                   |            |            |            |        |

註記
- ^1 - 羅伯特·當布斯因更換引擎，須接受10位罰退。

## 正赛
在比赛开始之前，足球运动员贝利向迈克尔·舒马赫颁发了终身成就奖，一个黄金铸成的奖杯，底座上写着“历史上最伟大的车手之一”。

### 发车

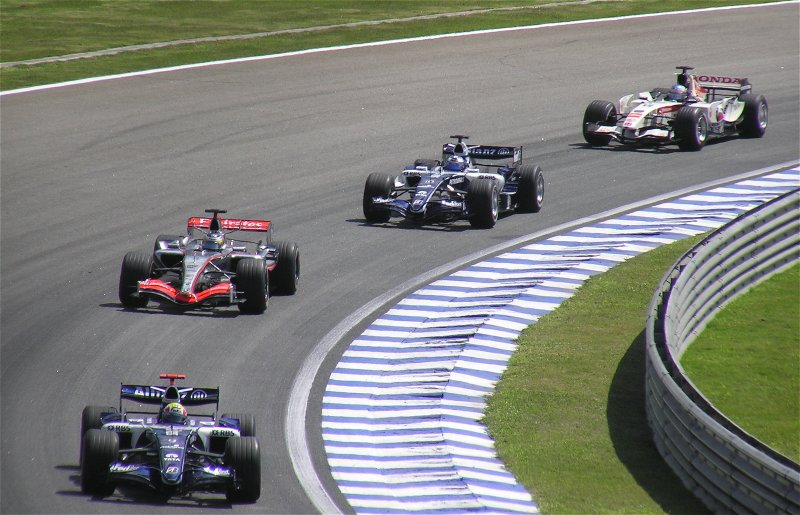
两辆威廉姆斯在第一个弯角与对方相撞后双双退赛。

在比赛开始时，菲利佩·馬薩一直领先于奇米·雷克南和雅諾·楚理。尽管本田车手的魯賓斯·巴利加奴在第一弯时对費爾南多·阿隆索发起了进攻，但阿隆索仍然保住了第四位。於第十順位发车的麥可·舒馬克有着不错的起跑，虽然进入第一弯时被困在两辆宝马赛车的内侧，不得不放慢速度以避免碰撞，但法拉利的速度足够让舒马赫在三个弯后超了他们，连升了兩位。在后方的赛车中，尼科·罗斯伯格于第四弯时撞上了队友馬克·韋伯的车尾，两威廉姆斯的赛车受到严重损坏，韦伯在该圈结束时因后翼脫落而退赛。罗斯伯格后续再次发生高速碰撞，由于早前意外中有所损坏，因此赛车失去抓地力并打滑撞上了围墙。尽管罗斯伯格未受伤，但赛道出现大量碎片觸發了安全车，以便工作人员清理现场。在安全车出动前，巴里切罗于第一弯被詹卡洛·费斯切拉超车。

### 安全车后重新起跑

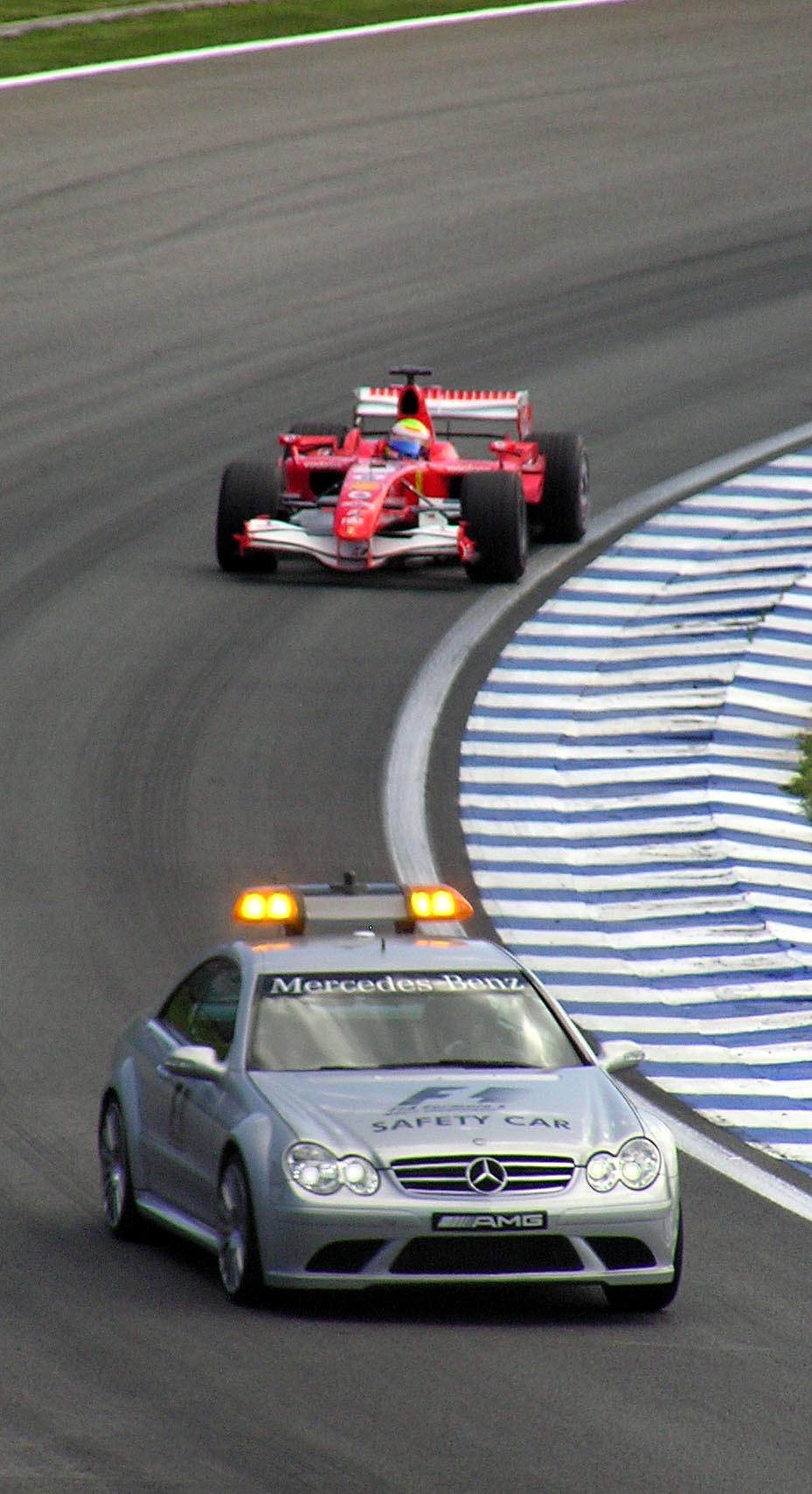
马萨跟随安全车。

安全車於第二圈結束時出動，此时由马萨領先，雷克南、特鲁利、阿隆索、费斯切拉和迈克尔·舒马赫跟在其後。巴里切罗、拉夫·舒馬赫、库比卡和巴顿也躋身前十。巴顿利用两辆威廉姆斯退賽时的机会超了海費爾德和佩德罗·德·拉·罗萨。
第六圈时安全車退出並再次开始，巴顿从内線超过库比卡，当时两人差距仅相差0.038秒。没过多久，麥可·舒馬克也向雷诺车手費希切拉发起进攻，迫使他在四号和五号弯时紧守内线。下一圈，巴顿超越了拉夫·舒马赫取得第八的位置。领跑者马萨已在前面与大家逐渐拉开了距离。他的队友麥可·舒馬克试图在长直道末端用外线超费斯切拉，但在转过第一个弯角时，左后胎被费斯切拉赛车的前定风翼擦到。舒马赫的赛车在进入下一个弯时剧烈地滑动了一下，他的左后胎爆胎了，迫使舒马赫降低速度，眼睁睁地看着所有赛车超过他。法拉利用了11秒换轮胎和加油，使舒马赫出来时排在最后，几乎比马萨慢了整整一圈。
两辆法拉利持续做出最快单圈，马萨轻松地与第二位的雷克南拉大距离。这时两辆丰田赛车都遇到了问题，拉夫·舒馬赫与雅諾·楚理相繼退賽。此時的排名為：马萨第一、莱科宁第二、阿隆索第三、费斯切拉第四、巴里切罗第五、巴顿第六、库比卡第七、德·拉·罗萨第八、海费尔德第九、斯科特·斯皮德第十、维塔托尼奥·柳齐第11、大卫·库特哈德第12、佐藤琢磨第13、克里斯蒂安·阿尔伯斯第14、山本左近第15、羅伯特·當布斯第16、蒂亚戈·蒙泰罗第17、第18亦是最后一位為迈克尔·舒马赫。
比赛现进入稳定阶段，法拉利仍然是最快，阿隆索与第二的莱科宁有不到两秒的距离。在第14圈時库特哈德因機械故障而退賽。第一波进站于第21圈开始，莱科宁、费斯切拉和巴里切罗首先进入维修站换胎加油。费斯切拉的時間比巴里切罗稍慢，導致在离开维修站时险些发生碰撞，费斯切拉差點保不住位置。出站后，科宁、费斯切拉和巴里切罗分别排在第7、第8和第9，於德·拉·罗萨和海费尔德之後。马萨在第23圈進維修站前，以1:12.8的成績設了最快圈速，與第二位的阿隆索有15秒的距離。马萨的停站用了8秒多，出站后在巴顿后面排在第3。巴顿在下一圈进站，他的7.9秒的停站使他舒舒服服地排在了费斯切拉和巴里切罗前面。下一个是阿隆索，他出站后仅仅在莱科宁的前面，仍然被德·拉·罗萨和海费尔德压制。接下来库比卡由于进站从第2掉到了第9，他的队友也在第27圈进站。马萨这时已遥遥领先德·拉·罗萨将近17秒，德·拉·罗在八圈後才进站。

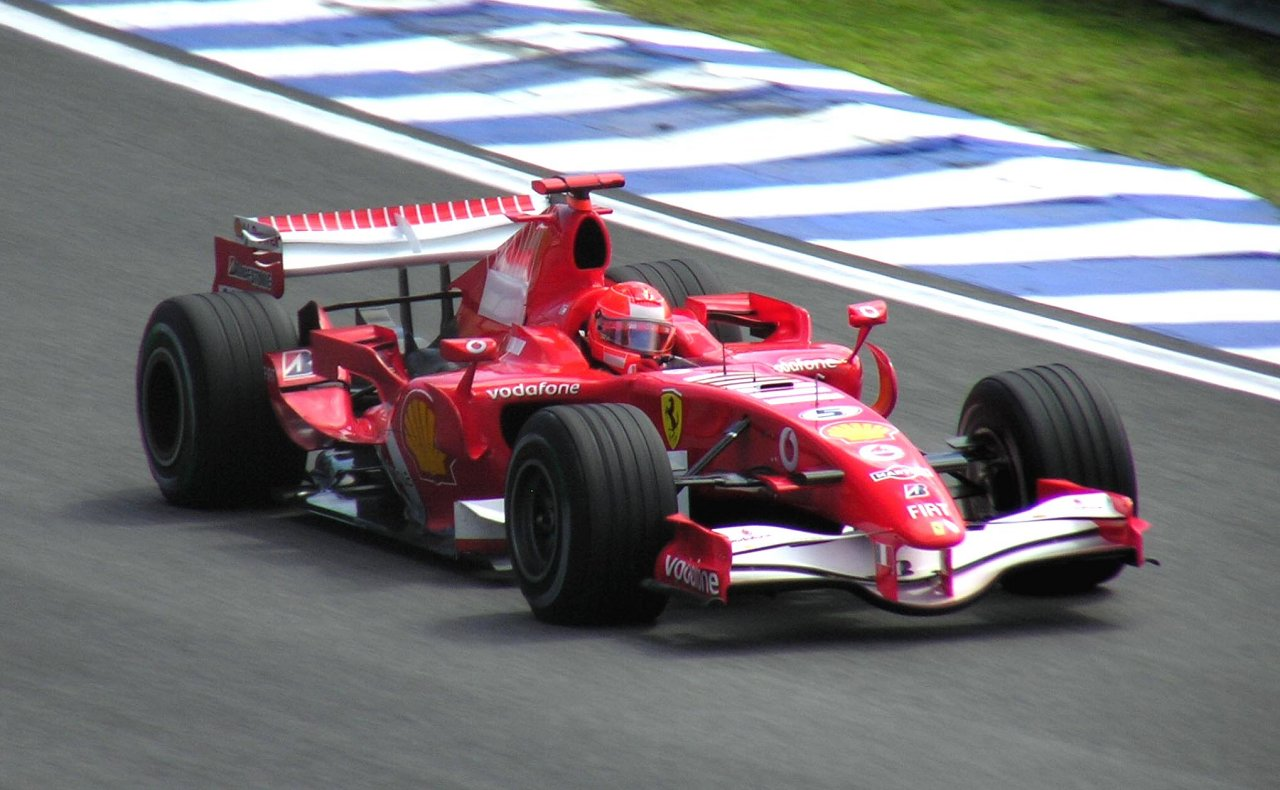
爆胎几乎毁了迈克尔·舒马赫的比赛，但他最终仍追到第四。

舒马赫在超级亚久里进站后升至第13位，他在第31圈時超了當布斯並開始逼近柳齐。舒马赫在柳齐进站后升至第11位，與前面的海费尔德只有3秒距離。因红牛二队的斯皮德在第33圈時进站，他们都上升了一个位置。與此同時，前方的马萨仍在拉开差距，现领先德·拉·罗萨、阿隆索、巴顿和莱科宁23秒，而他們彼此距離非常接近。德·拉·罗萨在第35圈停站（用了10.8秒）。在下一圈，舒米轻松超过了海费尔德，获得了第九位，而海德菲尔德则不得不在第38圈再次进站更换受损的前翼板，使他失去了争夺积分的机会。
二停于第46圈开始，由巴里切罗首先入维修站，並以8.3秒完成加油换胎。舒马赫在第47圈进站，此时輪胎已跑了36圈，他出站后排名第八，位於巴里切罗及德·拉·罗萨之間。费斯切拉在第49圈进站（7.2秒），而巴顿則在下一圈時進維修站（7.3秒）。與此同時，舒马赫正在不費吹灰之力地於主直道上超了巴里切罗。接下来是莱科宁进站，出站后位列第四，仅落后于忙在超越山本左近及兩位世爵米德蘭車手的巴顿。领先的马萨在第52圈再次入站，出站後仍然排在阿隆索的前面，而阿隆索也同樣在出站後（6.8秒）保住了位置。

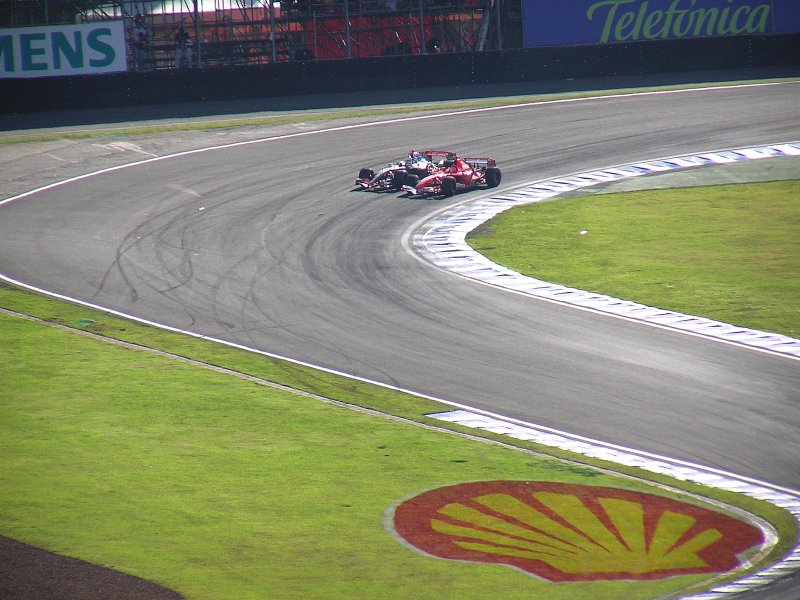
麥可·舒馬克挤过了奇米·雷克南取得了第四的位置。

此時，舒马赫开始对雷諾車隊的费斯切拉产生威胁，这对争夺车队總冠军至關重要——如果法拉利能包揽一二，而雷诺只拿下第三和第六名，两支车队便同分，但法拉利會是榜首因為依胜场次数為序。在比赛还剩15圈时，舒马赫与费斯切拉的差距不到半秒，而莱科宁则只领先几秒钟。一场激烈的战斗随之展开，费斯切拉做出了强硬的防守，但在第62圈，他在一号弯刹车过晚，车沖上了草地，让舒马赫得以超越，费斯切拉重新回到賽道並排在巴里切罗之前。
随后，舒马赫逐渐缩小与第四位的雷克南的差距，雷克南与巴顿和阿隆索之间的距离稍有拉开。在第64圈，尼克·海费尔德因在主直道末段時出现了后悬挂故障而退賽，因此一号弯处挥动了黄旗并阻止了舒马赫超过雷克南，但雷克南在十号弯犯了一个小错误，让舒马赫有机会与他并驾齐驱。然而，舒马赫在下一个弯道处位于外侧，不得不减速，导致超车失败。
还剩四圈时，舒马赫准备再次进攻，但雷克南在一号弯走内线，成功地抵御了法拉利。接下来的一圈，舒马赫更加靠近，在大直道上跟在迈凯轮的后面。雷克南试图抵挡法拉利的攻击，并再次走内线，但这次舒马赫快得多，他设法拉到旁边，在迈凯轮和维修墙之间找到了足够的空间。两辆赛车并肩通过第一弯，但莱库宁最终不得不在第二弯让路，因为舒马赫迫使他駛入赛道脏侧。

### 比赛尾聲及赛后
只剩下三圈了，舒马赫仍在努力接近阿隆索和巴顿，并在倒数第二圈做出了最快圈速（1分12秒162），但他已经不可能追上了。方格旗挥舞，马萨率先完成71圈的比赛，成为了继艾尔顿·塞纳以后13年来首位在巴西本土获胜的车手。阿隆索在马萨之后第二个冲线，保住了自己和车队的冠军。本田车队的简森·巴顿第三个冲过了终点，4秒后，迈克尔·舒马赫冲线。第五到第八冲过终点的分别是基米·莱科宁、詹卡洛·费斯切拉、 鲁本斯·巴里切罗和德·拉·罗萨。

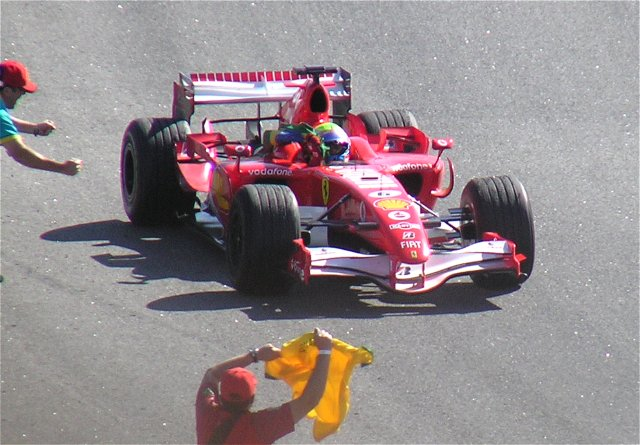
马萨完赛后挥舞巴西国旗。

在完赛后，冠军菲利佩·马萨从一个车迷那里拿到了一个巴西国旗。有意思的是，这一行为违反了国际汽联运动规则第154条。事实上，马萨应该受到处罚，不过这条规则从来没有被实施。他不断地挥舞着国旗，在本土车迷的欢呼声中缓缓地把车开回了维修站。
获得世界冠军的阿隆索十分激动，屡次的用手捂住头盔面罩，他通过无线电感谢了车队。即将退役的舒马赫在赛后也非常高兴。他回到维修站后祝贺了本土夺冠的马萨，并将马萨高高举起。
在赛后的新闻发布会上，马萨毫不掩饰自己在家乡夺冠的喜悦之情，并表达了对队友舒马赫的敬意。
阿隆索非常高兴自己在这个美妙的周末卫冕了冠军，他同时在发布会上表示，能够与舒马赫一同竞赛是一种荣誉。
本场比赛的圆满结束同时标志着2006年世界一级方程式锦标赛落下了帷幕。

### 正赛成绩
| 名次   | 车号 | 车手                | 车队              | 輪胎 | 圈数 | 時間/退賽    | 發車位 | 积分 |
| ------ | ---- | ------------------- | ----------------- | ---- | ---- | ------------ | ------ | ---- |
| 1      | 6    | 菲利佩·马萨         | 法拉利            | B    | 71   | 1:31:53.751  | 1      | 10   |
| 2      | 1    | 费尔南多·阿隆索     | 雷諾              | M    | 71   | + 18.658     | 4      | 8    |
| 3      | 12   | 简森·巴顿           | 本田              | M    | 71   | + 19.394     | 14     | 6    |
| 4      | 5    | 麥可·舒馬克         | 法拉利            | B    | 71   | + 24.094     | 10     | 5    |
| 5      | 3    | 奇米·雷克南         | 迈凯伦-梅赛德斯   | M    | 71   | + 28.503     | 2      | 4    |
| 6      | 2    | 詹卡洛·费斯切拉     | 雷諾              | M    | 71   | + 30.287     | 6      | 3    |
| 7      | 11   | 魯賓斯·巴利加奴     | 本田              | M    | 71   | + 40.294     | 5      | 2    |
| 8      | 4    | 佩德罗·德·拉·罗萨   | 迈凯伦-梅赛德斯   | M    | 71   | + 52.068     | 12     | 1    |
| 9      | 17   | 罗伯特·库比卡       | 宝马索伯          | M    | 71   | + 1:07.642   | 9      |      |
| 10     | 22   | 佐藤琢磨            | 超級亞久里-本田   | B    | 70   | +1圈         | 19     |      |
| 11     | 21   | 斯科特·斯皮德       | 紅牛二隊-考斯沃斯 | M    | 70   | +1圈         | 16     |      |
| 12     | 15   | 羅伯特·當布斯       | 紅牛-法拉利       | M    | 70   | +1圈         | 22     |      |
| 13     | 20   | 维塔托尼奥·柳齐     | 紅牛二隊-考斯沃斯 | M    | 70   | +1圈         | 15     |      |
| 14     | 19   | 克里斯蒂安·阿尔伯斯 | 世爵米德蘭-丰田   | B    | 70   | +1圈         | 17     |      |
| 15     | 18   | 蒂亚戈·蒙泰罗       | 世爵米德蘭-丰田   | B    | 69   | +2圈         | 21     |      |
| 16     | 23   | 山本左近            | 超級亞久里-本田   | B    | 69   | +2圈         | 20     |      |
| 17     | 16   | 尼克·海费尔德       | 宝马索伯          | M    | 63   | 事故         | 8      |      |
| Ret    | 14   | 大卫·库特哈德       | 紅牛-法拉利       | M    | 14   | 變速箱故障   | 18     |      |
| Ret    | 8    | 雅諾·楚理           | 丰田              | B    | 10   | 懸吊系統故障 | 3      |      |
| Ret    | 7    | 拉夫·舒馬赫         | 丰田              | B    | 9    | 懸吊系統故障 | 7      |      |
| Ret    | 9    | 馬克·韋伯           | 威廉姆斯-考斯沃斯 | B    | 1    | 事故         | 11     |      |
| Ret    | 10   | 尼科·罗斯伯格       | 威廉姆斯-考斯沃斯 | B    | 0    | 事故         | 13     |      |
| 來源： |      |                     |                   |      |      |              |        |      |

## 賽後排名
| +/–    | 排名 | 車手             | 積分 |
| ------ | ---- | ---------------- | ---- |
|        | 1    | 费尔南多·阿隆索* | 134  |
|        | 2    | 迈克尔·舒马赫    | 121  |
|        | 3    | 菲利佩·马萨      | 80   |
|        | 4    | 詹卡洛·费斯切拉  | 72   |
|        | 5    | 奇米·雷克南      | 65   |
| 來源： |      |                  |      |

| +/–    | 排名 | 車隊            | 積分 |
| ------ | ---- | --------------- | ---- |
|        | 1    | 雷诺*           | 206  |
|        | 2    | 法拉利          | 201  |
|        | 3    | 迈凯伦-梅赛德斯 | 110  |
|        | 4    | 本田            | 86   |
|        | 5    | 宝马索伯        | 36   |
| 來源： |      |                 |      |

- 备注: 仅列出前五位车手和车队。
- 加粗及星號表示為本賽季的世界冠军。